# トム・クランシー
“トム”トーマス・レオ・クランシー・ジュニア（Thomas Leo "Tom" Clancy, Jr., 1947年4月12日 - 2013年10月1日）は、アメリカの小説家。軍事や諜報活動を扱うテクノスリラー小説を数多く執筆した。

## 概要
メリーランド州ボルチモア生まれ。ボルチモアで保険代理店を営みながら、余暇に書いたデビュー小説『レッド・オクトーバーを追え』がベストセラーになり、後の軍事シミュレーション小説の先駆けとなる。本作はアメリカの政府関係者が絶賛、映画化もされ、一躍流行作家の仲間入りを果たした。近未来の政治サスペンス、娯楽アクション大作を得意とした。
著書では、元株式ブローカーで軍事史家である中央情報局（CIA）分析官、ジャック・ライアンを主人公とした『ジャック・ライアン』シリーズが代表作。ほかに『国際陰謀』シリーズ、『オプ・センター』（スティーブ・ピチェニックとの共著）などのシリーズがあり、いずれもヒットしている。
また、主にアメリカ軍を取材したノンフィクション書籍も複数執筆し、一部は邦訳されている。ヒストリーチャンネルなどにも出演し、軍事について語っている。
さらに、1996年にゲーム会社『Red Storm Entertainment』社を設立。同社は人気作となりシリーズ化される『Tom Clancy's Rainbow Six』『Tom Clancy's GHOST RECON』などを開発・販売した。Red Storm Entertainment社は2000年8月にユービーアイソフトに買収され、以後Ubisoft社から『Tom Clancy's』の名前を冠したゲームが販売されている。
2013年10月1日、ボルチモアの病院で死去。66歳だった。死の数年前に心臓発作でバイパス手術を受けていた。『ジャック・ライアン』シリーズの小説は、『ライアンの代価』よりクランシーと共著者として名を連ねるようになったマーク・グリーニーが引き継ぎ、『米朝開戦』以後はグリーニーが単独で執筆している。またUbisoftも、『Tom Clancy's』の名を冠したゲームの新作販売を続けている。

## 主な著作

### ジャック・ライアンシリーズ
当シリーズの設定に基づいて2018年からドラマシリーズ『ジャック・ライアン』がAmazonビデオで配信されている。
- レッド・オクトーバーを追え（The Hunt for Red October, 1984）

最新鋭のソ連の原子力潜水艦「レッド・オクトーバー」がアメリカへの亡命を希望。ソ連に亡命を悟らせずにいかにレッド・オクトーバーを手に入れるかが描かれる。1990年に『レッド・オクトーバーを追え!』として映画化された。
- 愛国者のゲーム（Patriot Games, 1987）

イギリスで休暇中のジャック・ライアンが偶然テロリストによるイギリス皇太子襲撃を阻止。テロリストはアメリカでライアン一家の襲撃を計画する。時代設定は『レッド・オクトーバーを追え』よりも前。『パトリオット・ゲーム』の邦題で1992年に映画化。
- クレムリンの枢機卿（Cardinal of the Kremlin, 1988）

ソ連の高官に潜むスパイ「枢機卿」が危機にさらされる。ソ連国内の枢機卿救出にライアンが乗り出す。
- いま、そこにある危機（Clear and Present Danger, 1989）

コロンビアの麻薬カルテル壊滅のために送り込まれたアメリカ軍特殊部隊が政治的思惑で見捨てられる。彼らの救出にライアンが奔走する。1994年に『今そこにある危機』として映画化。
- 恐怖の総和（The Sum of All Fears, 1991）

歴史的な中東和平に反発するテロリストがアメリカで核テロを実行。疑惑が疑惑を呼びソ連と全面戦争の危機に。邦題『トータル・フィアーズ』で2002年に映画化。
- 容赦なく（Without Remorse, 1993）

愛した少女が殺害された復讐を果たすため、ジョン・ケリーは麻薬組織に単身対決を挑む。ジャック・ライアン幼少期、ベトナム戦争時代の物語。若き日のジョン・クラークが主人公。2021年に『ウィズアウト・リモース』として映画化。
- 日米開戦（Debt of Honor, 1994）

日本の関税と同率にアメリカの関税を定める貿易改革法が成立。危機に陥った日本の経済的支配者がアメリカに対して戦争を仕掛けた。ジャンボジェット機を議会議事堂に突入させる描写が、9.11テロ後話題になった。
- 合衆国崩壊（Executive Orders, 1996）

あくまで一時的に副大統領職を引き受けたつもりが、米国首脳が壊滅した中で生き残ったため、結果的に大統領職を継承することになったライアン。彼を待ち受けたものは、イラクを併合したイランによる卑劣な戦争だった。
- レインボー・シックス（Rainbow Six, 1996）

冷戦後の国際テロに対して、極秘にNATOによる多国籍特殊部隊“レインボー”が設立される。それと同時期に、偶然とは言えないほど頻発するテロ。『クレムリンの枢機卿』で初登場したジョン・クラークが主人公（Red Storm Entertainmentのゲーム『レインボー・シックス』と平行して執筆されたもので、設定や登場人物など一致点は多いが細部は異なっており、厳密には「ゲーム原作にあたる小説」と言えるものではなく、スピンオフに近い）。『ウィズアウト・リモース』と2部作での続編映画化が計画されている。
- 大戦勃発（The Bear and the Dragon, 2000）

バチカン大使が中国警察官に殺害され、その反発で生じた世界各国の中国製製品不買運動で、中国経済が危機に陥る。これに対し中国は、シベリアの資源を狙い、ロシア大統領暗殺とシベリア侵攻を目論む。
- 教皇暗殺（Red Rabbit, 2002）

ソ連の影響下のポーランドで反政府運動が活発化する。ポーランド出身のローマ教皇は共感を覚え、教皇を辞職して支援に向かおうと考えるが、それを知ったソ連は教皇の暗殺を計画する。実際に起こった1981年のローマ教皇暗殺未遂事件が舞台。『愛国者のゲーム』から半年が経過している。なおベン・アフレック主演の『新ジャック・ライアンシリーズ』の映画化のために書き起こされた小説（トム・クランシー自身が『トータル・フィアーズ』DVDコメンタリー内で執筆中を示唆）であるが、モデルとなった教皇暗殺未遂事件のヨハネ・パウロ2世が2005年4月に死去したため映画化が頓挫した形となっている。
- 国際テロ（The Teeth of the Tiger, 2005）

4年の任期満了に伴い大統領を辞したジャック・ライアンは、政府とは独立して活動する一般の民間企業を装った諜報機関“ザ・キャンパス”を大統領退任前に極秘裏に設立していた。ライアン元大統領の息子、ジャック・ジュニアや従兄弟のカルーソー兄弟などがこの組織に参加、テロリストと対峙する。
- デッド・オア・アライヴ (Dead or Alive, 2007)

イスラム・テロ組織の首謀者アミールは、時間差頻発テロを目論みアメリカに潜入する。アミールの目論見を阻止するために、ジャック・ジュニアやクラークが所属する組織ザ・キャンパスが彼の影を追う。その最中、ジャック・シニアは、再度大統領選挙に出馬することを決意する。
- ライアンの代価 (Locked On, 2011)

アミールの捕獲から1年、ジャック・シニアは激しい選挙戦に身を投じていた。一方で新たなテロの脅威と対峙するザ・キャンパス。メンバーが各々活動する中、ジャック・シニアの盟友、ジョン・クラークに魔の手が忍び寄る。
- 米中開戦 (Threat Vector, 2012)

再びライアン政権となったアメリカに、サイバーテロが発生。その首謀者「センター」は、ジャック・ジュニアが属する組織ザ・キャンパスをも標的にする。彼らはFBI捜査官やジャック・ジュニアの恋人までもを操り、ザ・キャンパスそしてアメリカ合衆国を窮地に追い込んでいく。
- 米露開戦 (Command Authority, 2013)

ロシア政府はシロヴィキといわれる治安・国防機関の出身者に牛耳られていた。彼らは、特権により私腹を肥やし、メディアを操り、体制批判者の暗殺さえ厭わない。ヴォローディン大統領がその筆頭で、彼はかつてのソ連のような大ロシア帝国を築こうとしていた。その突破口として目をつけたのが、ウクライナだった。なおこの小説の英語版はロシアによるクリミア半島などの侵攻以前に書かれたもので、ロシアの行動を予言する形となった。
- 米朝開戦（Full Force and Effect, 2014, by Mark Greaney)

北朝鮮はアメリカ本土も攻撃可能な核ミサイルの開発を目指していた。さらに国連による経済制裁の中でその資金を得るため、国内よりレアアースを採掘して輸出しようとしていた。そのため、対北朝鮮政策で強硬な立場にあるライアン大統領暗殺を計画する。
- 機密奪還（Support and Defend, 2014, by Mark Greaney）

※スピンオフ作品。ザ・キャンパスの工作員、ドミニク・カルーソーはインドでクラヴ・マガの習得訓練中に暗殺部隊の急襲に巻き込まれる。教官のヤコビが殺された原因が、とある政府職員による極秘情報のリークだということを知ったドミニクは復讐の念に燃え、犯人の追跡を開始する。
- 欧州開戦（Commander in Chief, 2015, by Mark Greaney）

ロシアの大統領ヴォローディンは、自国の経済危機と自身に降り掛かった危機を同時に脱する為にある策を実行に移す。リトアニアの爆破事件を端緒にヨーロッパで次々と起こる事件に、ザ・キャンパスが立ち向かう。一方、戦争への危機を感じ取ったライアン大統領は、持てる戦力をリトアニアに投入しロシアを牽制する。
- イスラム最終戦争（True Faith and Allegiance, 2016, by Mark Greaney）

アメリカ海軍の士官が銃撃される事件が発生。また、イランでは諜報員の正体が発覚して拘束される事態が起こる。アメリカの各捜査機関は総力を挙げて捜査するが一向に手掛かりは掴めない。そんな中、政府の職員や軍人をターゲットにしたテロが米国内各地で発生する。続発するテロを止めるため、新たなメンバーを引き入れたザ・キャンパスがテロの黒幕に迫る。

### オプ・センターシリーズ（Tom Clancy's OP CENTER）
第一部(新潮文庫)
- ノドン強奪
- ソ連帝国再建（Mirror Image）
- 欧米掃滅（Games of State）
- 流血国家（Acts of War）
- 自爆政権（Balance of Power）
- 国連制圧（State of Siege）
- 油田爆破（Divide and Conquer）
- 起爆国境（Line of Control）
- 聖戦の獅子（Mission of Honor）
- 被曝海域（Sea of Fire）
- 叛逆指令（Call to Treason）
- 最終謀略（War Of Eagles）

　第二部(扶桑社ミステリー)
- 謀略の砂塵（Out Of The Ashes）
- 北朝鮮急襲（Into The Fire）
- 復讐の大地（Scorched Earth）
- 暗黒地帯
- 黙約の凍土
- ブラック・ワスプ出動指令
- 殺戮の軍神（Got Of War）
- ブラック・オーダー破壊指令

### 〈剣〉シリーズ
マーティン・H・グリーンバーグとの共著
- 千年紀の墓標（Power Plays: Politika, 1997）
- 南シナ海緊急出撃（Power Plays:  Ruthless.Com, 1998）
- 謀略のパルス（Power Plays: Shadow Watch, 1999）
- 細菌テロを討て！（Power Plays: Bio-Strike, 2000）
- 死の極寒戦線（Power Plays: Cold War, 2001）
- 謀殺プログラム（Power Plays: Cutting Edge, 2002）
- 殺戮兵器を追え（Power Plays: Zero Hour, 2003）
- 石油密輸ルート（Power Plays: Wild Card, 2004）

### その他
- レッド・ストーム作戦発動（ライジング）（Red Storm Rising, 1986）

国内の油田をテロリストに破壊されエネルギー不足に陥ったソ連は、中東に侵攻することを決意。その前にNATOを牽制するため、アイスランド、西ドイツに侵攻する。この作品に『ジャック・ライアン・シリーズ』とのつながりはない（いわゆる仮想戦記もの）。
- テロリストの回廊（Against All Enemies, 2011）ピーター・テレップ共著